# Waikīkī Aquarium
Koordinaten: 21° 15′ 56,8″ N, 157° 49′ 18″ W
Das Waikīkī Aquarium ist ein Schauaquarium, das sich im Stadtteil Waikīkī in der Stadt Honolulu auf der Insel Oʻahu im US-Bundesstaat Hawaii befindet.

## Geschichte
Am 19. März 1904 wurde das Aquarium unter dem Namen Honolulu Aquarium eröffnet und  ist damit das zweitälteste öffentliche Aquarium in den Vereinigten Staaten. Es wurde von der Honolulu Rapid Transit and Land Company als kommerzielles Unternehmen eingerichtet und sollte den Besuchern die Reichtümer von Hawaiis Riffen zeigen. Das in erster Linie von Sponsoren finanzierte Aquarium eröffnete mit 35 Schaubecken, in denen  rund 400 Meeresorganismen gezeigt wurden. In den ersten 15 Jahren wurde das Aquarium mit Ausstellungstieren von lokalen Fischern ausgerüstet. Im Jahr 1919 übernahm die neu gegründete University of Hawaii die Verwaltung des Aquariums.
1949 finanzierte der lokale Gesetzgeber den Bau eines neuen Aquariumgebäudes auf einem ca. einen Hektar großen Grundstück, das sich etwa 30 Meter südlich des ursprünglichen Standorts befand. Die neue Einrichtung, nun Waikīkī Aquarium genannt, wurde 1955 eröffnet.
Der Mangel an Investitionen führte dazu, dass dem Aquarium der Verfall drohte. Mit der Einstellung des Ichthyologen Leighton R. Taylor im Jahr 1975, einem Experte für Haie, wurden neue Einnahmequellen gefunden. Durch Spenden, Mitgliedschaften und Zuschüsse konnte das Aquarium teilweise renoviert werden. Es wurden auch neue Forschungsprogramme entwickelt und Einrichtungen zur Verbesserung der Wasserqualität geschaffen. Außerdem wurden die Ernährungsprogramme für die Tiere optimiert.
Von 1992 bis 1994 wurde unter der Leitung von Bruce Carlson ein umfangreiches Renovierungsprogramm mit Zuschüssen des Gesetzgebers durchgeführt. Das Aquarium erweiterte seine Aktivitäten auf die Bereiche Forschung, Bildung und Naturschutz. Im Jahr 2000 wurde das Aquarium zum Küstenökosystem-Lernzentrum ernannt. Aus Anlass des 110-jährigen Bestehens wurden 2014 weitere Verbesserungen der Einrichtungen durchgeführt und zusätzliche Ausstellungen, beispielsweise mit Grünen  Meeresschildkröten (Chelonia mydas) eröffnet.

## Tierbestand und Anlagenbereiche
Im Aquarium werden rund 3500 aquatische Tiere gehalten, dazu zählen unterschiedlichste Fischarten, beispielsweise Haie, Rochen, Seedrachen und Seepferdchen sowie Krebstiere, Korallen, Seeanemonen, Muscheln, Meeresschnecken, Seeigel, Kraken und Quallen. Außerdem werden einige Meeresschildkröten und Meeressäugetiere gezeigt. Der für die Besucher zugängliche Bereich ist in mehrere geschlossene oder offene Schaubecken unterteilt.

## Arterhaltungs- und Schutzprogramme
Im Rahmen des vom National Marine Fisheries Service (NMFS) erarbeiteten Endangered Species Act (ESA) –  Species of Concern Program beteiligt sich das Waikīkī Aquarium an diversen Arterhaltungs- und Schutzprogrammen. Im Besonderen wird dabei die Lebensweise der seit rund 485 Millionen Jahren existierenden Armfüßerarten erforscht. Eine dieser Arten, Lingula reevii kommt auf Hawaii endemisch vor und wurde bisher nur auf einer isolierten Sandbank in der Bucht von Kāneʻohe auf der Insel O'ahu gefunden. Mit finanzieller Unterstützung des NMFS wird versucht, Lingula reevii  erstmals in Gefangenschaft zu züchten. Das Aquarium hat dazu zwei experimentelle Becken eingerichtet, in denen die biologischen und physikalischen Variablen angepasst werden können.

## Perlboot-Zuchtprogramm
Im Jahr 1990 wurden im Waikīkī Aquarium erstmals in den Vereinigten Staaten Gemeine Perlboote (Nautilus pompilius) gezeigt, die seit rund 500 Millionen Jahren in nahezu unveränderter Gestalt in den Weltmeeren leben und zuweilen als „lebendes Fossil“ bezeichnet werden. Es gelang dem Personal, als zweitem Aquarium auf der Welt, die Art erfolgreich zu züchten. Das Zuchtprogramm des Aquariums endete bereits in den späten 1990er Jahren, da es an zuchtfähigen Individuen sowie geeigneten Bruteinrichtungen mangelte. 2009 wurde das Programm wieder aufgegriffen. Dazu wurden Bruteinrichtungen in Betrieb genommen, die sich in für die Besucher nicht zugänglichen Bereichen befanden. Momentan werden keine Perlboote im Aquarium gezeigt (Stand 2023).

## Galerie

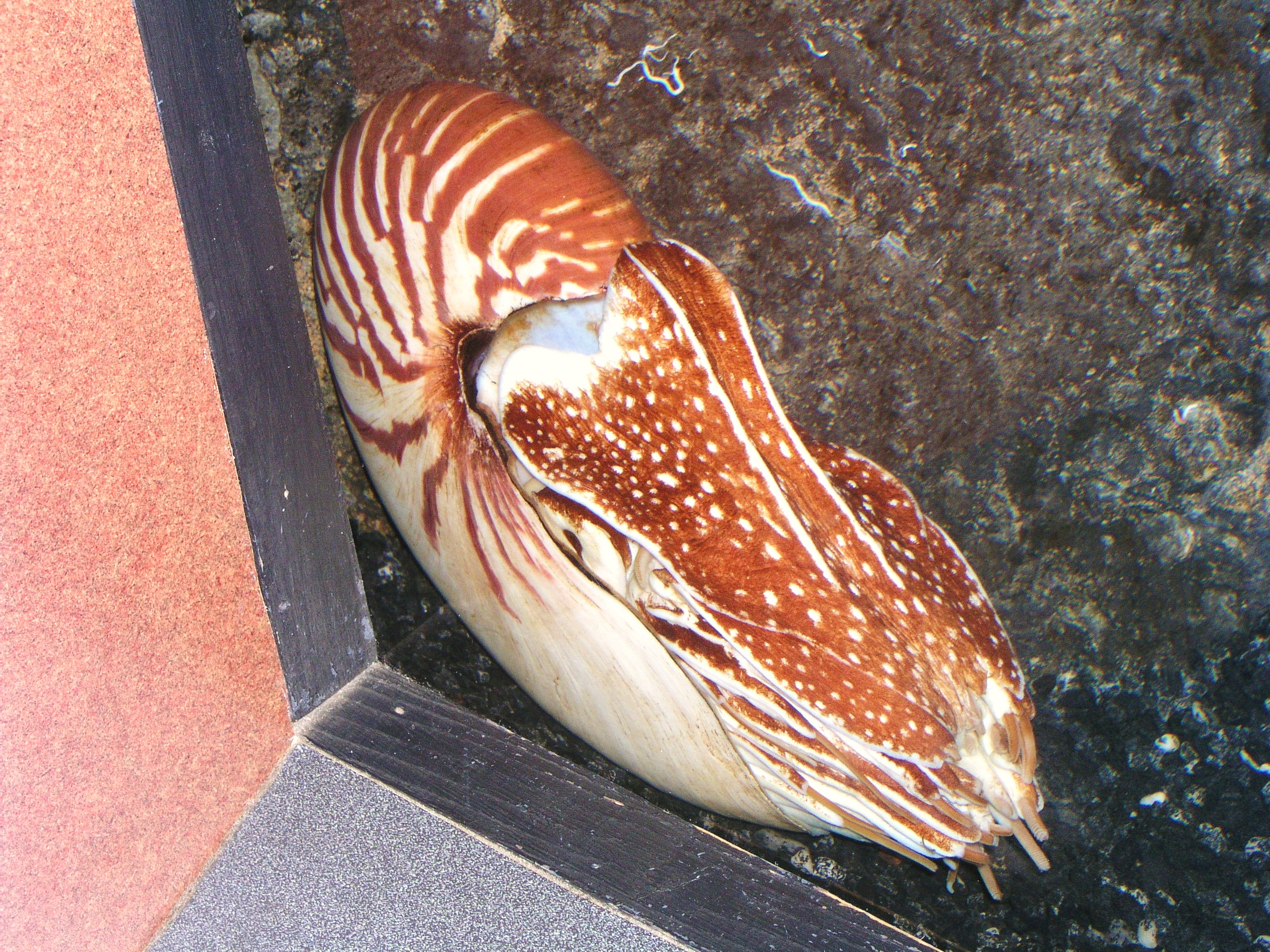
Gemeines Perlboot 2009
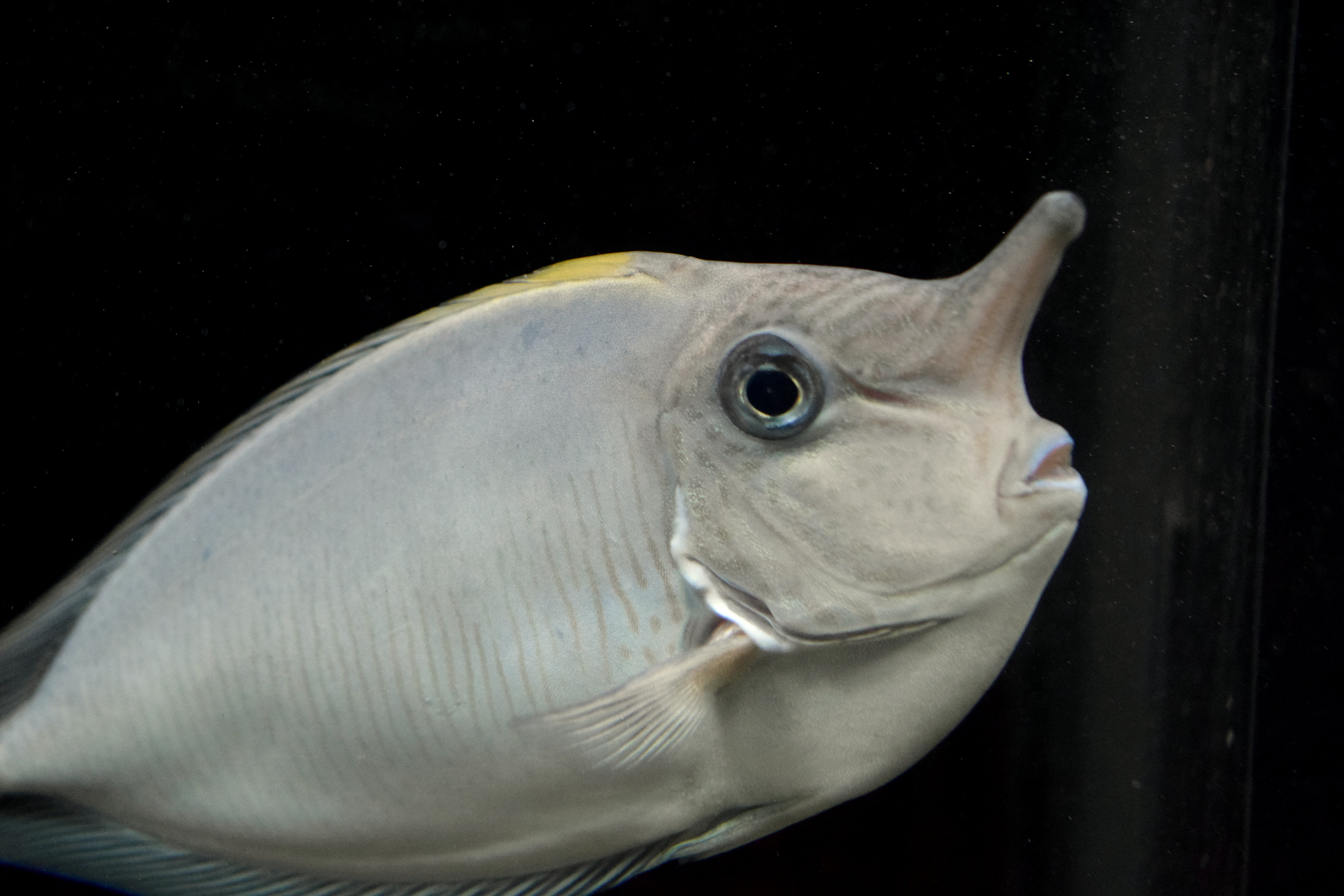
Nasendoktorfisch
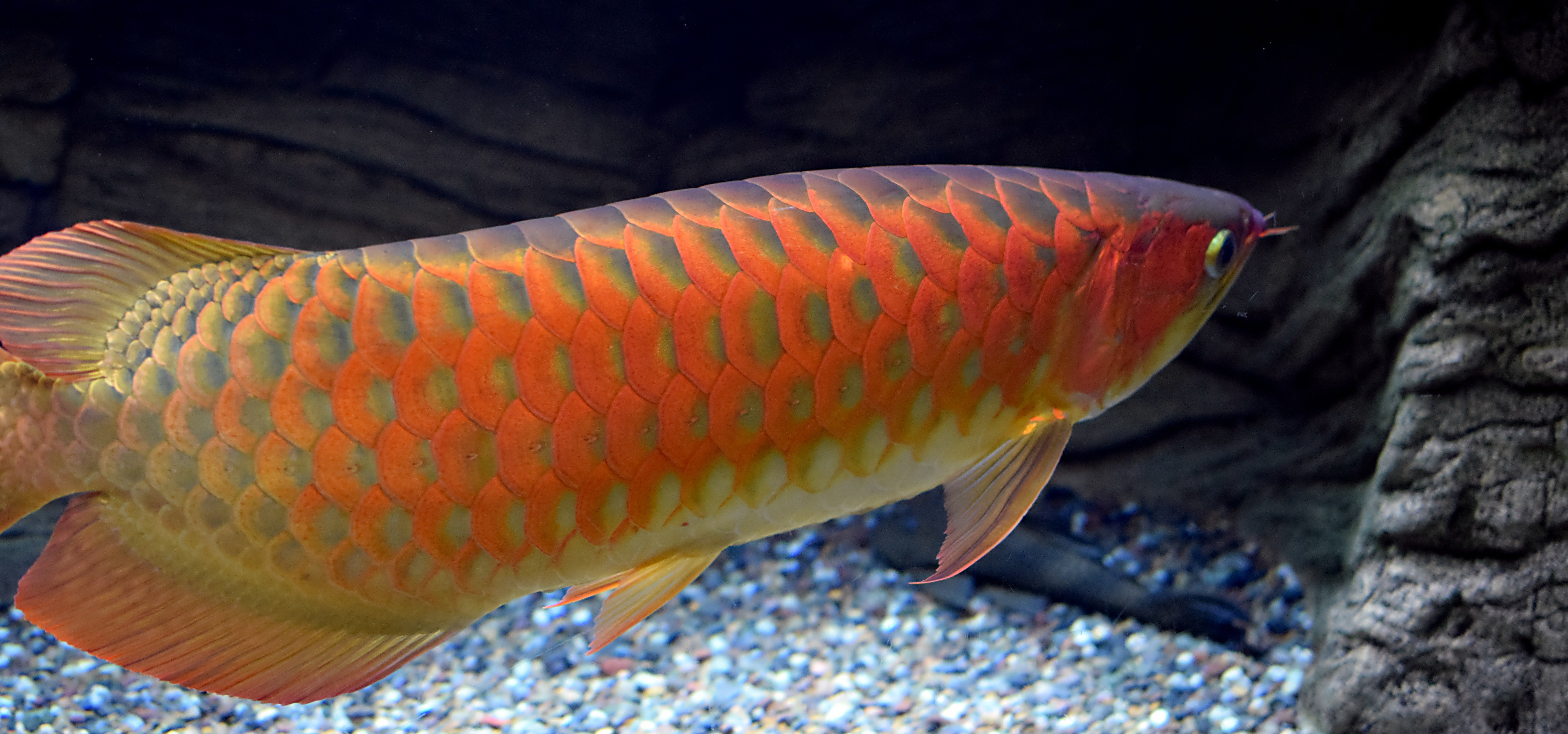
Arowana
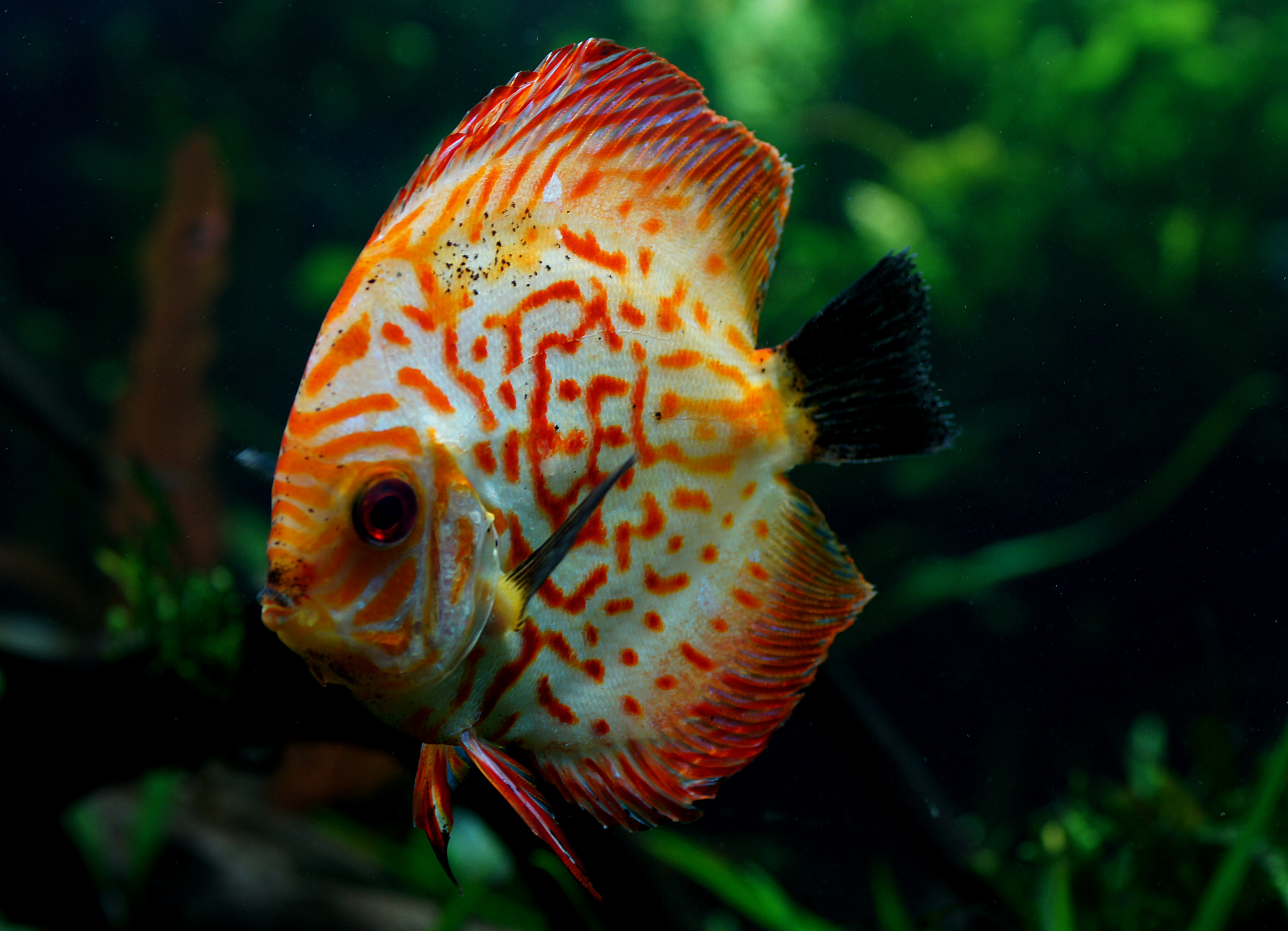
Diskusfisch
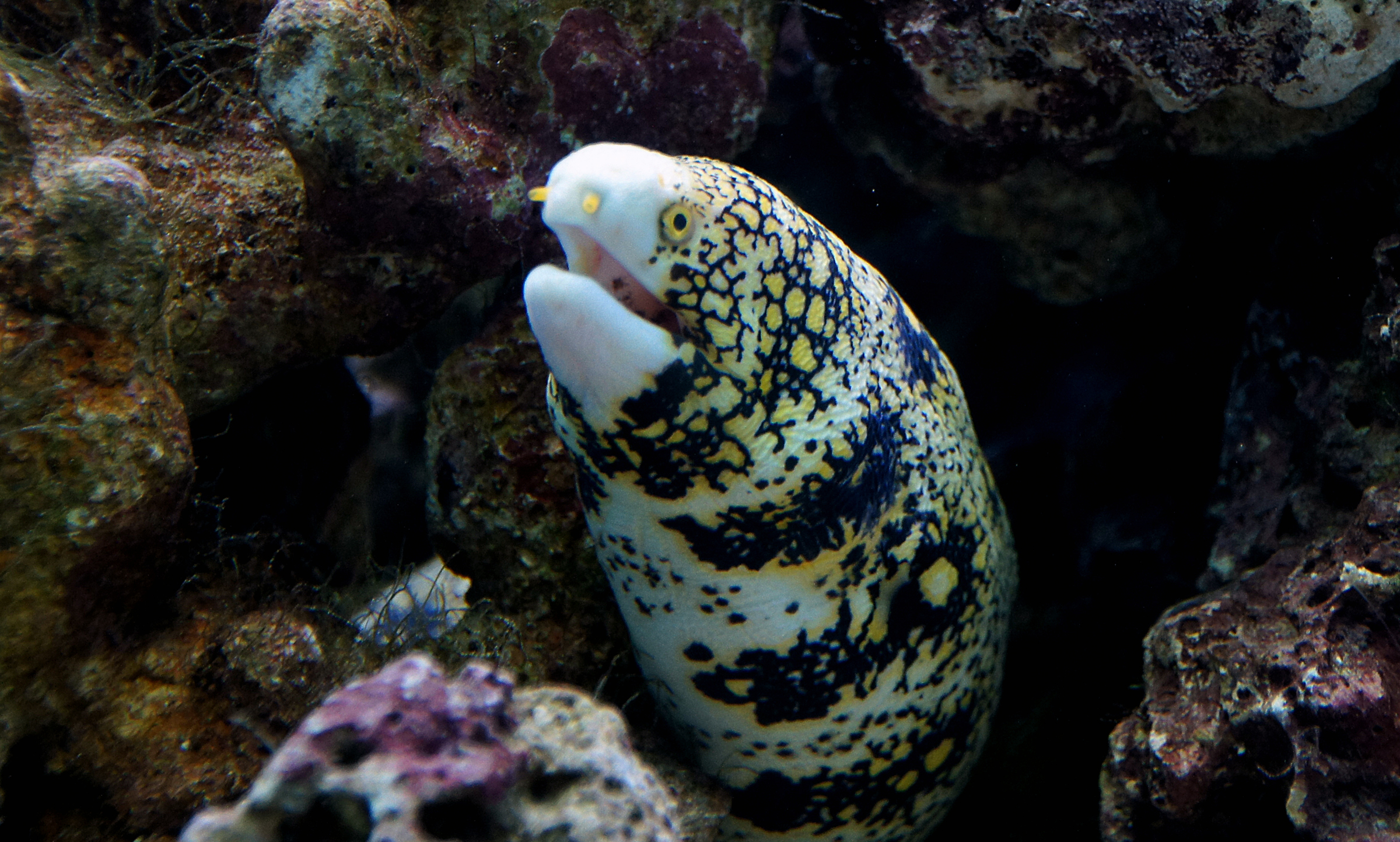
Sternfleckenmuräne
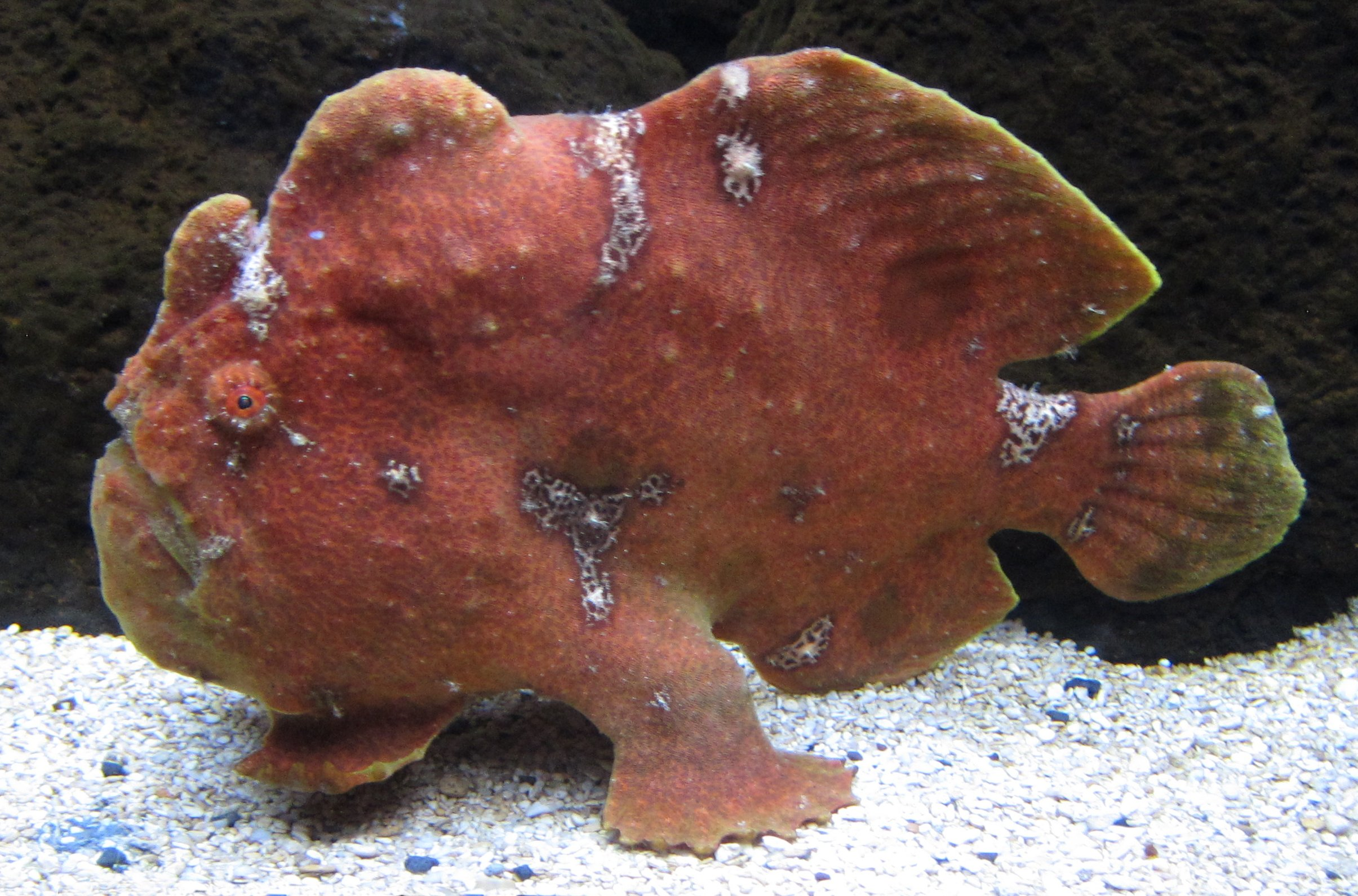
Commersons Anglerfisch
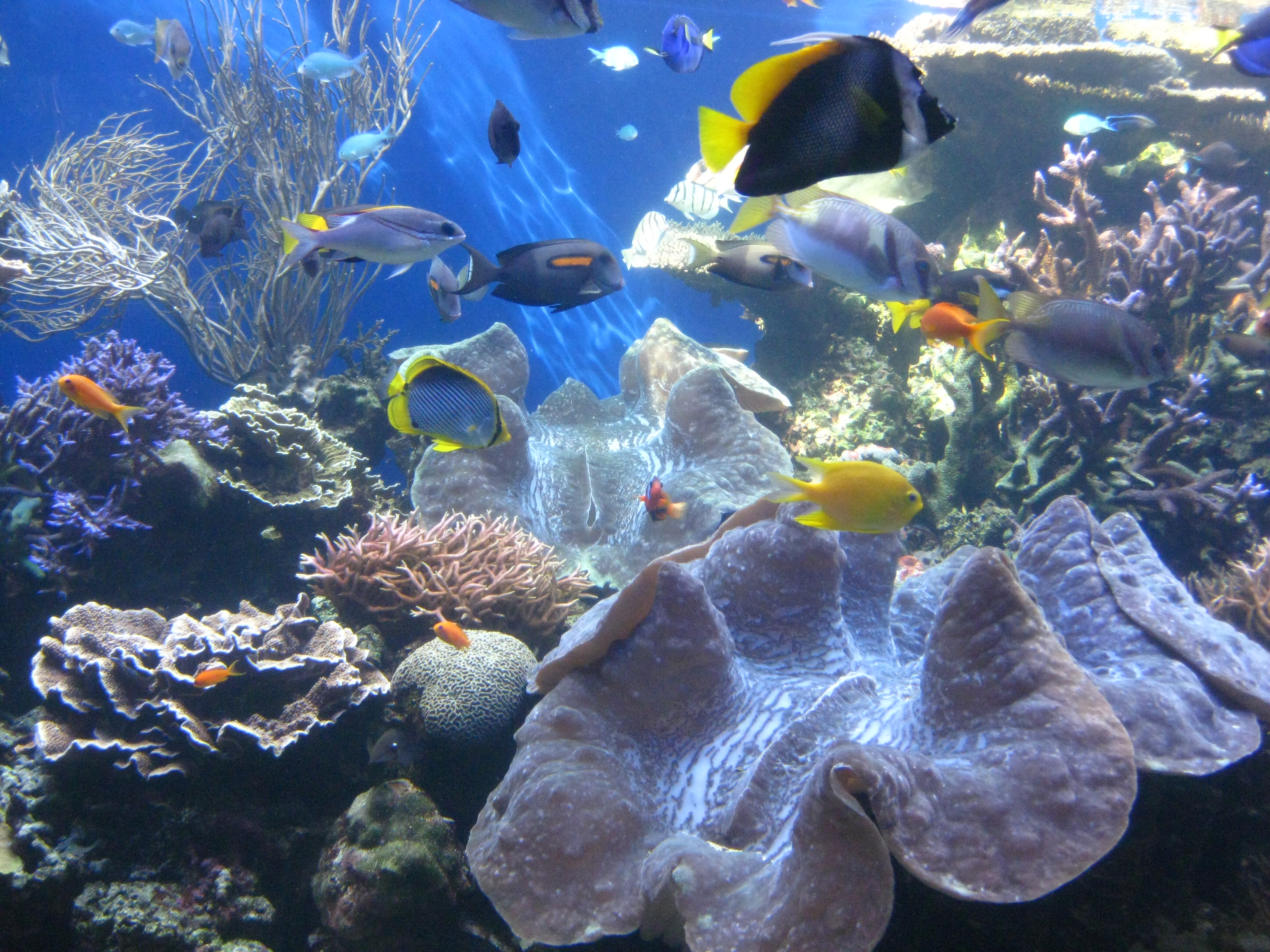
Korallen und Riesenmuscheln
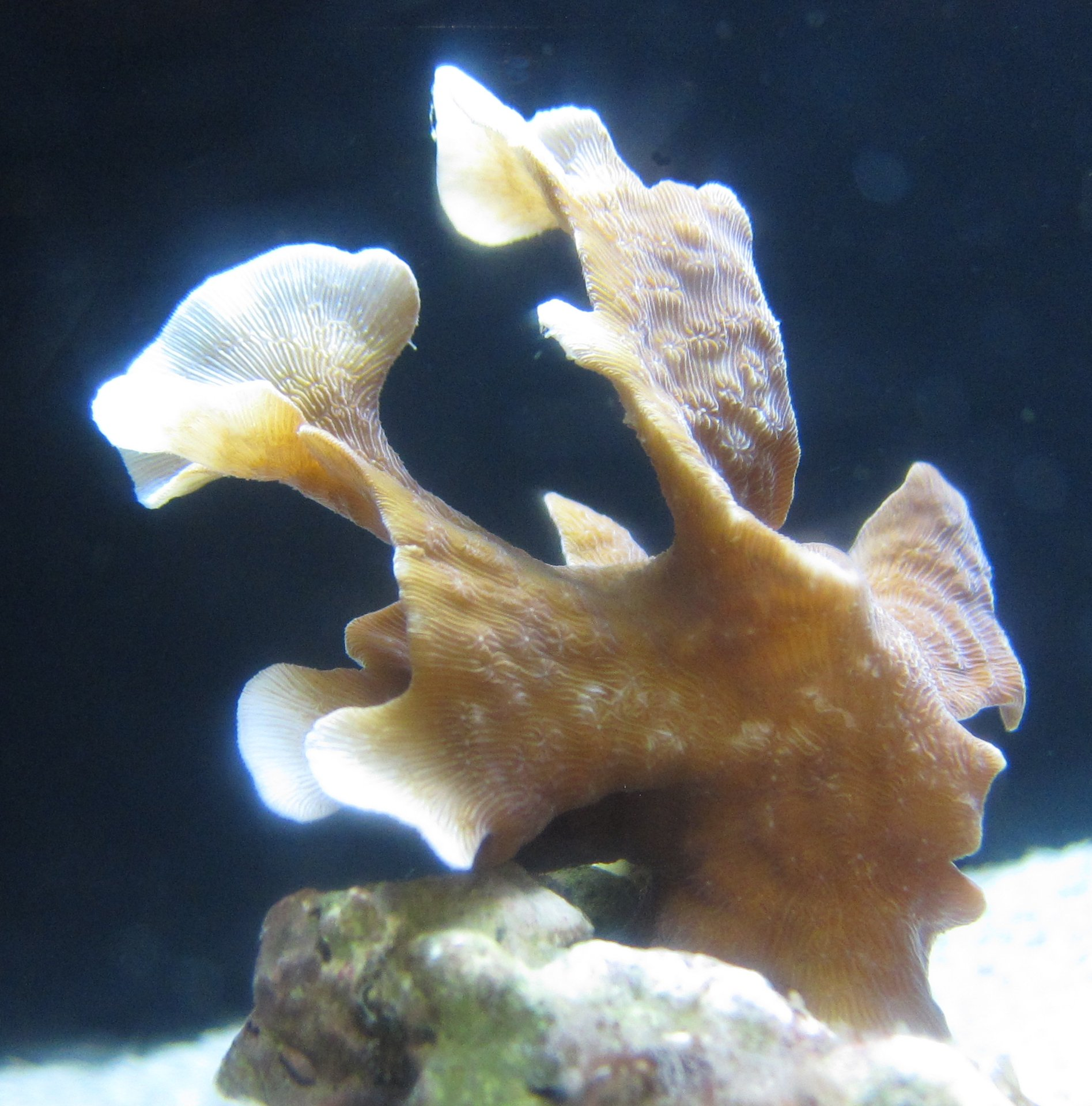
Pavona cactus (Steinkoralle)
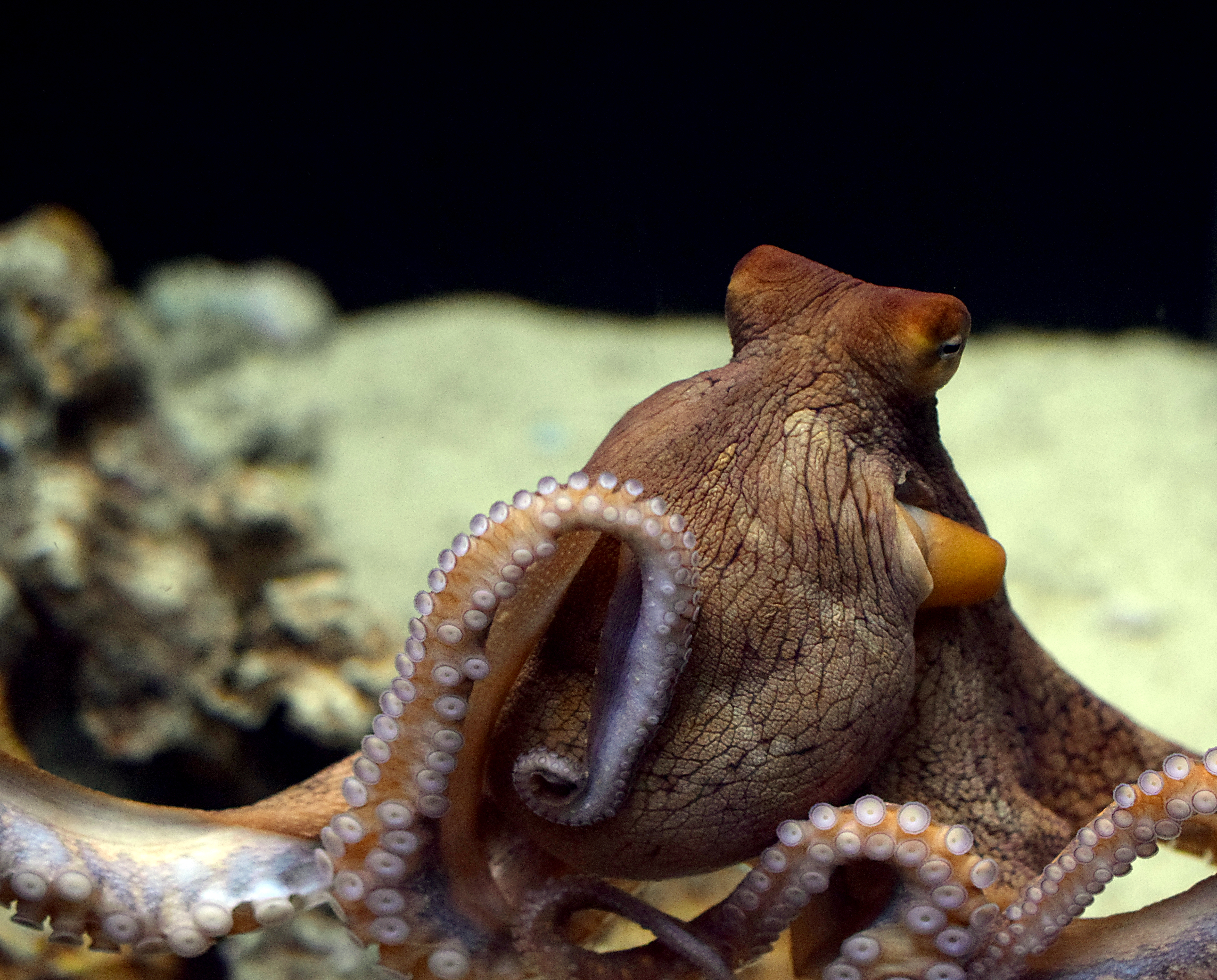
Weißstreifenkrake
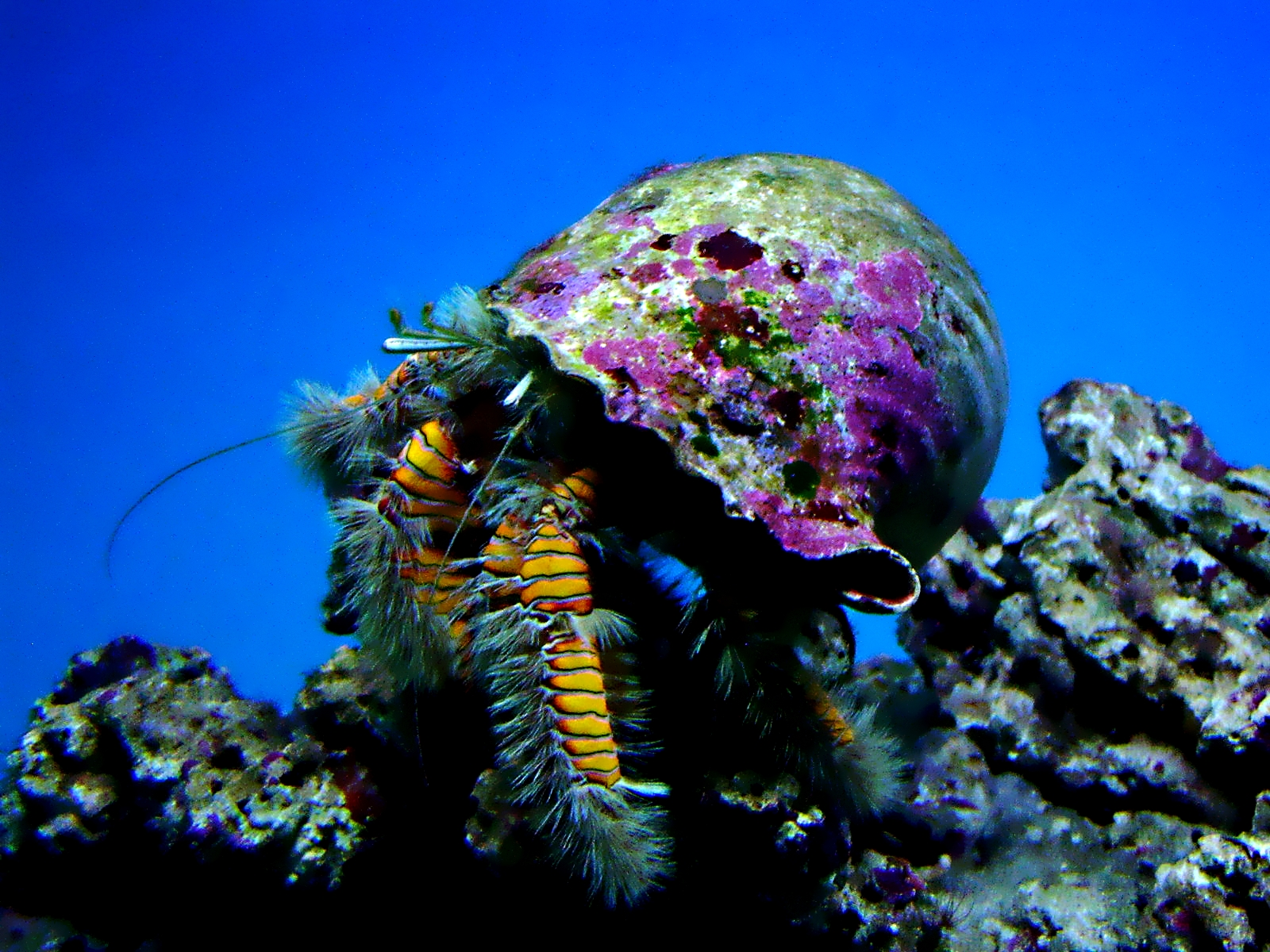
Linkshändiger Einsiedlerkrebs
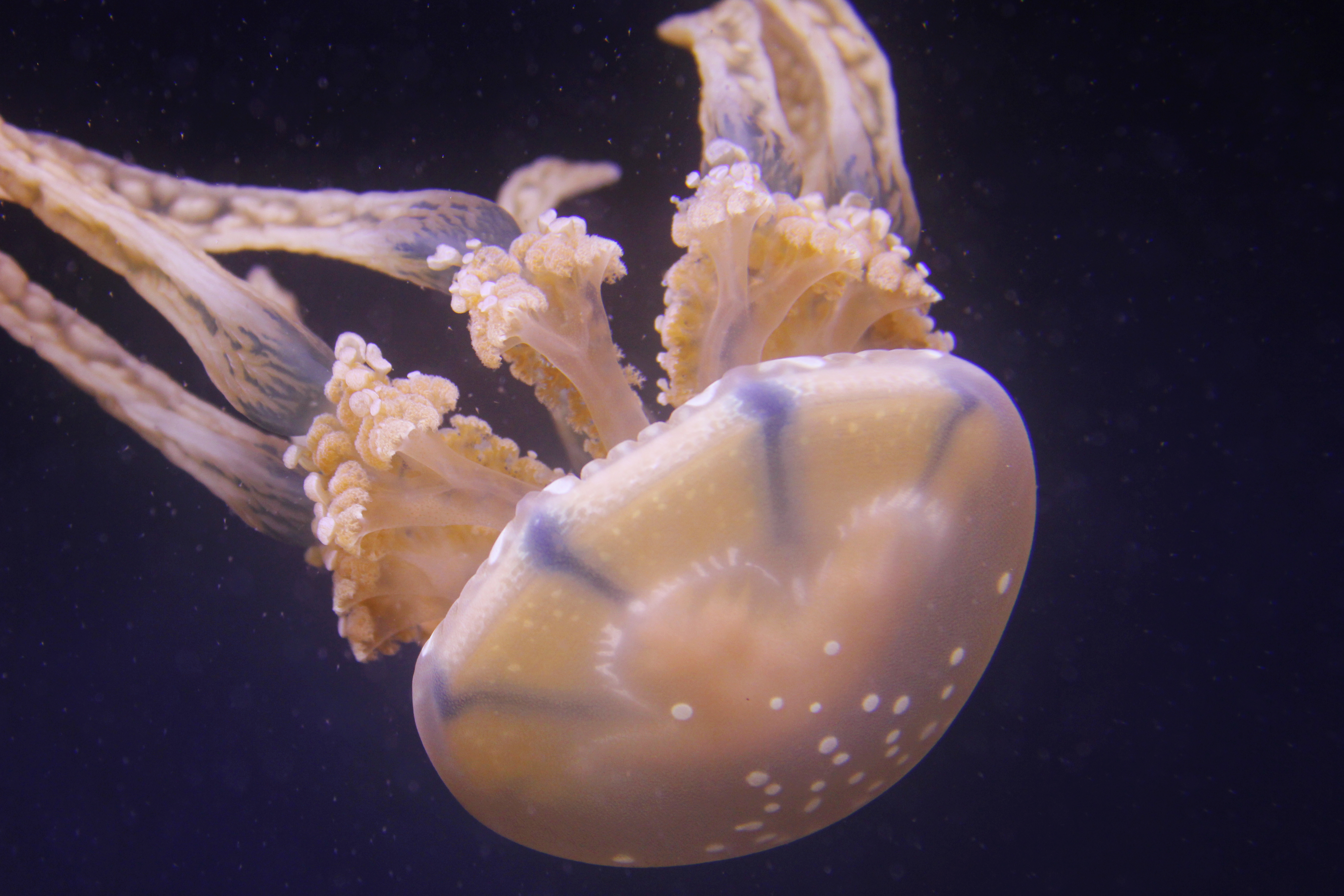
Mastigias papua, (Schirmqualle)